# Allocosa kazibana
Allocosa kazibana là một loài nhện trong họ wolfspinnen (Lycosidae).
Loài này thuộc chi Allocosa. Allocosa kazibana được Carl Friedrich Roewer miêu tả năm 1959.